# 澳大利亞望遠鏡緻密陣列
澳大利亞望遠鏡緻密陣列（英語：Australia Telescope Compact Array，缩写为）是保羅懷爾德天文台的電波望遠鏡，位置在澳大利亚新南威爾斯納拉布里鎮西方25公里。
這組望遠鏡由六架22米的同型碟形天線構成，通常以綜合孔徑的模式來產生電波影像。其中的五架碟形天線可以在長3公里的軌道上移動，第六架碟形天線位於3公長的主鐵軌的最西端的末端。每個碟形天線的重量為270公噸。
這個緻密陣列是澳大利亞望遠鏡國家設施網路的一部分，這個陣列經常與帕克斯天文台64米和靠近庫納巴拉班(澳洲新南威爾斯)莫拉天文台的單一22米碟型天線連線，構成特長基線干涉儀陣列。
阵列功能：这些天线通过干涉技术同时工作时就拟合成一根更大的天线。让望远镜可以看见更为详细的天文图像信息。
效果显著的射电干涉技术代替了传统的通过精细电子器件和超级计算机以及复杂软件支撑运作的透镜望远镜。利用这个技术，天区里一个微小角度的图像信息能够在一个12h的时间段内形成。同样的干涉原理依然适用于所有6根天线遍及6km的天线阵，比如在一年中几个时间段内，这些天线阵可以同其他射电望远镜同时工作，就可以得到分辨率更加精细的图像。

## 外部連結
- Australia Telescope Compact Array Home Page（页面存档备份，存于）

30°18′46″S 149°33′01″E / 30.31278°S 149.55028°E